# Puig de l'Ofre
Puig de l'Ofre är en bergstopp i Spanien.   Den ligger i regionen Balearerna, i den östra delen av landet, 600 km öster om huvudstaden Madrid. Toppen på Puig de l'Ofre är 1 093 meter över havet, eller 130 meter över den omgivande terrängen. Bredden vid basen är 0,63 km. Puig de l'Ofre ligger på ön Mallorca.
Terrängen runt Puig de l'Ofre är kuperad åt sydost, men åt nordväst är den bergig.Runt Puig de l'Ofre är det ganska tätbefolkat, med 214 invånare per kvadratkilometer. Närmaste större samhälle är Sóller, 4,4 km väster om Puig de l'Ofre. 